# Dalea coerulea
Dalea coerulea är en ärtväxtart som först beskrevs av Carl von Linné d.y., och fick sitt nu gällande namn av Schinz och Albert Thellung. Dalea coerulea ingår i släktet Dalea, och familjen ärtväxter.

## Underarter
Arten delas in i följande underarter:
- D. c. coerulea
- D. c. longispicata